# Kamień runiczny z Norra Åsum

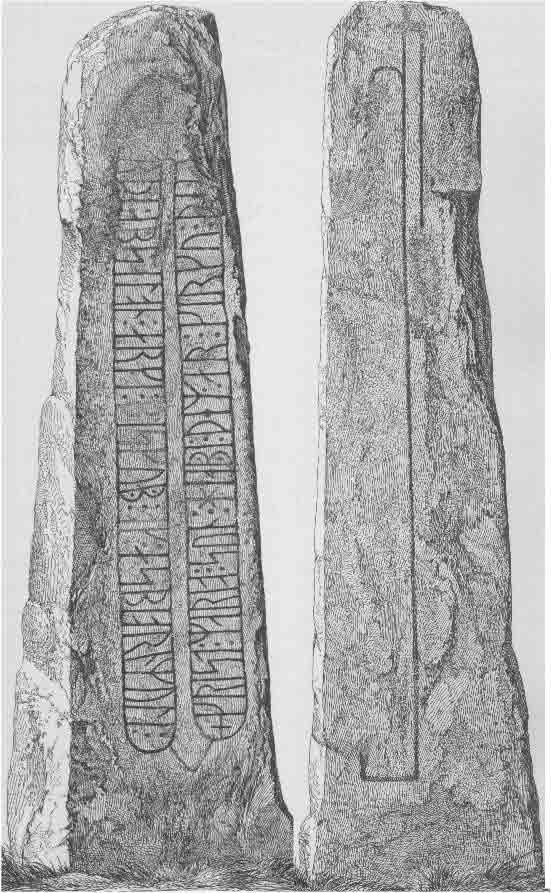
Kamień runiczny z Norra Åsum

Kamień runiczny z Norra Åsum (DR 347) – kamień runiczny znajdujący się w Norra Åsum w gminie Kristianstad w szwedzkiej prowincji Skania.
Granitognejsowy głaz ma 2,39 m wysokości, szerokość 0,38–0,49 m i 0,2–0,34 m grubości. Ustawiony jest w przedsionku kościoła w Norra Åsum, wmurowany w podłogę. Został tam przeniesiony po wyjęciu go z muru przykościelnego cmentarza, w który był wbudowany zgodnie ze sporządzoną w 1598 roku pierwszą wzmianką na jego temat.
Kamień pochodzi z przełomu XII i XIII wieku. Wyryta została na nim inskrypcja, obecnie częściowo zatarta, upamiętniająca wzniesienie miejscowego kościoła przez biskupa Absalona i Aesbiorna Muli. Na tej podstawie określa się graniczne daty jego powstania na rok 1178 (objęcie przez Absalona urzędu arcybiskupa Lund) i 1215 (śmierć Aesbiorna Muli). Napis głosi:
: krist : mario : sun : hiapi . þem : ær : kirku : þ(e)-... -erþ(o)/-erþi : absalon : ærki:biskup : ok : æsbiorn muli :
co znaczy:
Chryste, synu Marii, pomóż tym którzy zbudowali ten kościół, arcybiskupowi Absolomowi i Aesbiornowi Muli